# Stephen Norrington
Stephen Norrington (1964) es un artista de efectos especiales y director de cine británico, conocido por sus trabajos más destacados como director, entre los que se encuentran las películas Death Machine, la adaptación fílmica del cómic Blade y la película The League of Extraordinary Gentlemen.

## Carrera
Stephen Norrington trabajó por primera vez en la industria del cine como un artista de efectos especiales, permaneciendo así por varios años. Trabajó en efectos visuales en producciones tan importantes como las películas de Aliens: El regreso y Segundo sangriento. Su debut como director ocurrió en el año 1994 con la película Death Machine. Pero no fue hasta que dirigió la adaptación de Blade en 1998 que ganó fama de estatus internacional, cuando la película se convirtió en un éxito de taquilla. A pesar del éxito de la película, Norrington rechazó dirigir la secuela, titulada Blade II. La última película en dirigir fue The League of Extraordinary Gentlemen, de 2003, en la que tuvo graves conflictos con el actor principal Sean Connery y anunció que ya no volvería a dirigir otra, aunque posteriormente anunció que había cambiado de opinión.
Norrington originalmente fue requerido por la empresa Dimension Films para dirigir la adaptación al cine del cómic Ghost Rider, antes de que el proyecto fuese adquirido por Columbia Pictures. Norrington entró en discusiones para dirigir la película Freddy contra Jason, antes de que fuese elegido para el puesto el director chino Ronny Yu. Norrington también fue seleccionado inicialmente para dirigir una nueva versión de la película de fantasía de 1981 Furia de titanes, antes de que el puesto le fuese dado a Louis Leterrier, director de The Incredible Hulk (2008). En 2008, se anunció que Norrington dirigiría un reinicio de la franquicia cinematográfica de The Crow. En 2010 fue confirmado que Norrington dirigiría y escribiría el guion para la película de acción sobrenatural The Lost Patrol (La patrulla perdida), la cual sería distribuida por la compañía Legendary Pictures. Hasta el presente no hay noticias sobre la realización de la película.

## Filmografía como director
- 1994 - Death Machine
- 1998 - Blade
- 2001 - The Last Minute
- 2003 - The League of Extraordinary Gentlemen